# Bushong
Bushong är en ort i Lyon County i Kansas. Vid 2010 års folkräkning hade Bushong 34 invånare. Bushong hade 193 invånare vid 1930 års folkräkning men folkmängden har minskat sedan dess.